# Nuskova
Nuskova – wieś w Słowenii, w gminie Rogašovci. W 2018 roku liczyła 275 mieszkańców.